# Тяньлинь
Тяньли́нь (кит. упр. 田林, пиньинь Tiánlín) — уезд городского округа Байсэ Гуанси-Чжуанского автономного района (КНР). 

## История
В 1935 году на стыке уездов Линъюнь, Силинь и Силун был создан уезд Тяньси (田西县).
После вхождения этих мест в состав КНР в конце 1949 года был образован Специальный район Байсэ (百色专区), и уезд вошёл в его состав. В декабре 1952 года в провинции Гуанси был создан Гуйси-Чжуанский автономный район (桂西壮族自治区), и Специальный район Байсэ вошёл в его состав, при этом уезд Тяньси был объединён с восточной частью расформированного уезда Силинь в уезд Тяньлинь. В 1956 году Гуйси-Чжуанский автономный район был переименован в Гуйси-Чжуанский автономный округ (桂西僮族自治州). В 1958 году автономный округ был упразднён, а вся провинция Гуанси была преобразована в Гуанси-Чжуанский автономный район.
В 1971 году Специальный район Байсэ был переименован в Округ Байсэ (百色地区).
Постановлением Госсовета КНР от 2 июня 2002 года округ Байсэ был преобразован в городской округ.

## Административное деление
Уезд делится на 4 посёлка, 6 волостей и 4 национальные волости.